# Bella Unión (Artigas)
Pour les articles homonymes, voir Bella Unión.
Bella Unión est une ville de l'Uruguay située dans le département d'Artigas. Sa population est de 13 187 habitants.
Elle est une des villes les plus importantes du département et de la zone nord du pays par sa population.

## Histoire
La ville a été fondée en 1829 par José Fructuoso Rivera y Toscana, le premier président de l'Uruguay.

## Population
| Année | Population |
| ----- | ---------- |
| 1963  | 4 937      |
| 1975  | 7 778      |
| 1985  | 12 238     |
| 1996  | 13 537     |
| 2004  | 13 187     |

Référence,: